# ポルシェ・ミッションR
ポルシェ・ミッションR (Porsche Mission R) はポルシェが製造したコンセプトカーである。

## 概要
ミッションRは2021年のIAAで発表されたコンセプトモデルで、電動レーシングカーのモデルとなる。
2021年、ポルシェはミッションRがバーチャルレースゲームに登場すると発表し、その後Forza Horizon 5に登場した。
ドライバーのセルは、車両外のeスポーツコックピットシミュレーターにも使用できる自己完結型モジュールになっている。
BBCのトップ・ギアは、2022年1月にミッションRを今年のコンセプトカーに選出した。

## デザイン
ミッションRは30人のチームによって約9ヶ月で開発され、9月6日にIAA 2021で発表された。
発表時、ポルシェはミッションRが電気自動車を搭載したワンメイクシリーズを対象としており、992 GT3カップのラップタイムに匹敵する可能性があると発表された。ポルシェのスポークスマンは、ミッションRが今後のFIAエレクトリックGTチャンピオンシップ（2023+）に参戦することを否定した。既にフォーミュラE世界選手権に参戦しているため、2つのレースに参戦することは現実的ではないと述べた。しかし、ミッションRのパワートレインはエレクトリックGTとほぼ互換性があるため、シリーズに参戦する可能性もある。

## ドライブトレイン
ミッションRは、フロントとリアにそれぞれ1つずつモーターを搭載し、四輪を駆動する。最大出力は800kW(1,073PS)で、クオリファイングモードではフロントに320kW(429PS)、リアに480kW(644PS)が分配される。レースモードでは、最大出力は500kW（671PS）に抑制される。0-100km/hは2.5秒で、最高速度は300km/h(190 mph)を超える。
永久磁石同期モーターは、ダイレクトステータオイル冷却を特徴とし、最大出力と連続出力を向上させる。フロントモーターとリアモーター、ギアボックス、パルス制御インバーターは互いに同一で、タイカン ターボSに取り付けられたモーターと同じものを搭載する。
バッテリーの容量は82kW-hrで、900VDCソースから最大350kW、15分でフル充電することができる。ジャーナリスト限定でロサンゼルスにあるポルシェエクスペリエンスセンターでの試乗会のために、ミッションRはフロントアクスルが60%の回生ブレーキ力、リアが100%回生ブレーキ力となるようにセットアップされた。バッテリーは、異なるソースに応じて約250または500kg(550または1,100ポンド)の重量で、車両重量の約三分の一を占めている。バッテリーはタイカンが採用した床下バッテリーではなく、座席の後ろに収納されており、ミッドエンジンの車両と同様の重量配分となっている。

## シャーシ
ミッションRのボディは、カーボンファイバーまたは天然繊維(亜麻植物由来)で強化されたプラスチック製のボディパネルが特徴で、カーボンケージに包まれている。現在、カーボンケージが許可されているレースシリーズは存在しない。
サスペンションは、911 RSR、911 GT3 R、ケイマンGT4など、他のポルシェ車と共通のパーツと、専用設計のリアサブフレームを使用している。

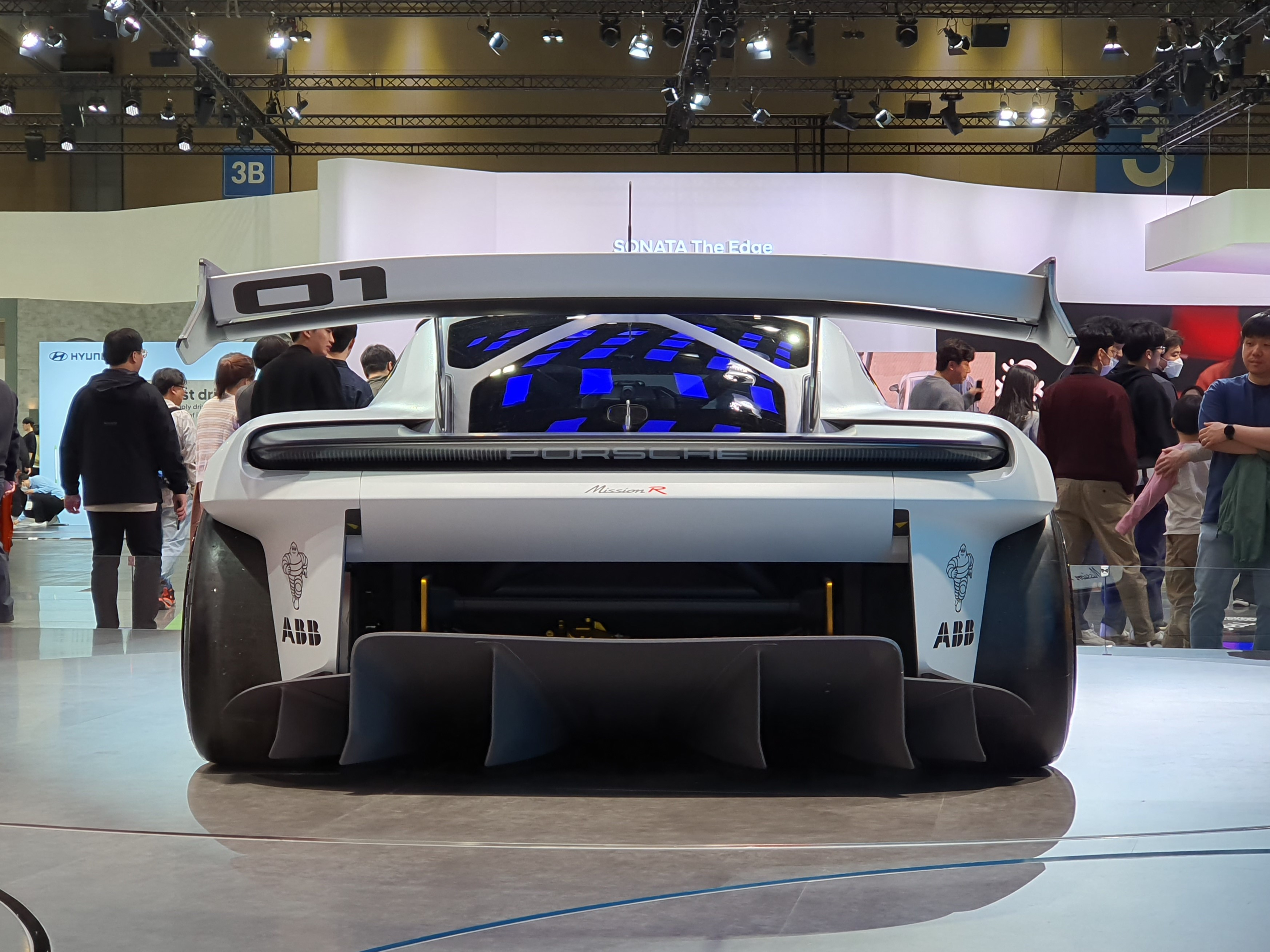
リアビュー

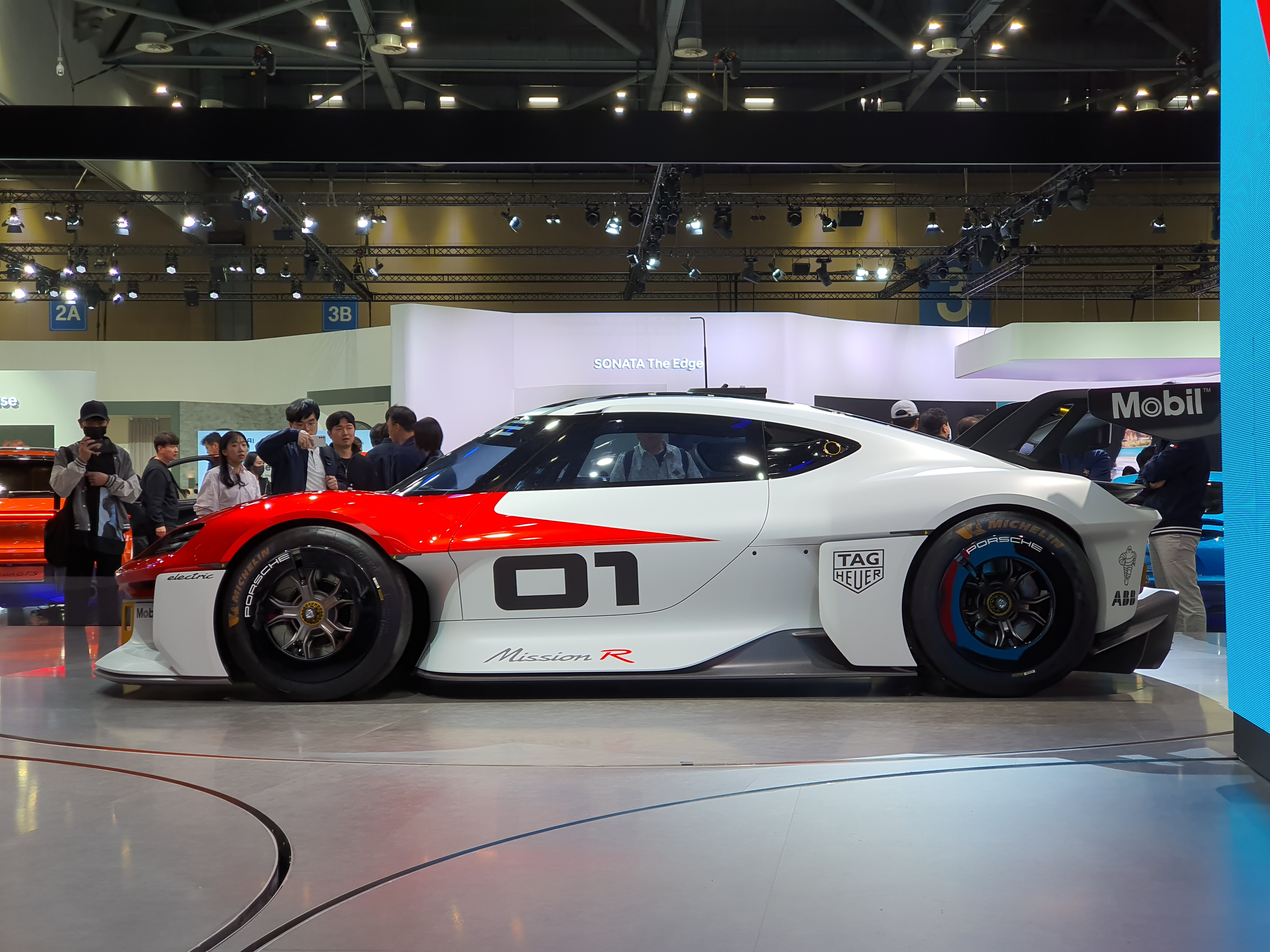
側面

## 参照
1. ↑  https://media.porsche.com/mediakit/mission-r/en/mission-r/the-interior
2. ↑  https://www.topgear.com/car-news/electric/official-next-porsche-718-will-be-mid-engined-electric-sportscar
3. ↑  https://www.motortrend.com/reviews/porsche-mission-r-electric-race-car-concept-first-drive-review/
4. ↑  https://www.cnet.com/roadshow/news/porsche-mission-r-concept-shows-a-future-for-electric-gt-racing/
5. ↑  https://us.motorsport.com/general/news/porsche-reveals-1000bhp-electric-sportscar-mission-r-concept/6661818/
6. ↑  https://www.topgear.com/car-reviews/porsche/first-drive
7. ↑  https://e-formel.de/e-serien/e-serien-news/e-serien-news-detail/mit-800-kw-allradantrieb-drs-porsche-praesentiert-mission-r-konzeptstudie-fuer-kundenmotorsport-92818
8. ↑  https://media.porsche.com/mediakit/mission-r/ja/mission-r/the-vision
9. ↑  https://media.porsche.com/mediakit/mission-r/en/mission-r/the-drive
10. ↑  https://www.topgear.com/car-news/big-reads/tgs-concept-2021-porsche-mission-r
11. ↑  https://www.caranddriver.com/reviews/a38432664/porsche-mission-r-concept-drive/
12. ↑  https://media.porsche.com/mediakit/mission-r/en/mission-r/the-body-and-chassis